# فيليب موريس (دخاخني)

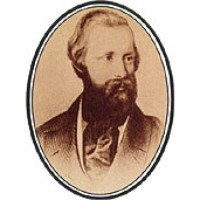
فيليب موريس

فيليب موريس (بالإنجليزية: Philip Morris)‏ فيليب موريس (1835-1873) تاجرًا للسجائر البريطانية ومستوردًا للسجائر استخدم اسمه لاحقًا لشركة فيليب موريس المحدودة التي تأسست في مدينة نيويورك في عام 1902.

## حياته ومهنه
فيليب موريس هو ابن مهاجر حديث إلى إنجلترا، جاء والداه من ألمانيا كان قد أخذ اسم برنارد موريس. في عام 1847، افتتحت عائلة فيليب موريس متجرًا لبيع التبغ في شارع بوند في لندن. بحلول عام 1854، بدأ في صنع سجائره الخاصة. في عام 1870 ، بدأ موريس في إنتاج فيليب موريس كامبريج وفيليب موريس أكسفورد بلوز (الذين سميا لاحقًا أكسفورد أوفالز وفيليب موريس بلووز). توفي موريس في سنة 1873 لكن أرملته مارجريت وشقيقه موريس ليوبولد استمروا بعده في صناعة وانتاج وتجارة التبغ وإنتاج السجائر.